# Pothyne discomaculata
Pothyne discomaculata är en skalbaggsart som beskrevs av Stefan von Breuning 1940. Pothyne discomaculata ingår i släktet Pothyne och familjen långhorningar. Inga underarter finns listade i Catalogue of Life.